# بهزاد سلطاني
بهزاد سلطاني (15 سبتمبر 1988 بإيران - ) هو لاعب كرة قدم إيراني في مركز الوسط. لعب مع نادي سباهان أصفهان.